# Tanya Reynolds
Tanya Louise Reynolds (Woodstock, 4 novembre 1991) è un'attrice britannica, nota per il suo ruolo di Lily nella serie Sex Education, Teresa Benelli nella serie Delicious e per Rebecca Henshaw nel film Fanny Lye Deliver'd.

## Carriera
Reynolds ha frequentato la Oxford School of Drama, laureandosi nel 2015. Reynolds è apparsa per la prima volta sullo schermo in diversi cortometraggi, Civilized People del duo comico britannico In Cahoots, che è stato presentato all'Edinburgh Festival Fringe nell'agosto 2015. The Jealous Boyfriend, anche in The Jealous Boyfriend e Introducing Lucy. Nel 2016, Reynolds ha ottenuto la sua prima apparizione televisiva grazie al film Delicious, dove ha interpretato il ruolo di Teresa Benelli per 12 episodi. Nel 2017 Reynolds ha proseguito la sua carriera televisiva con parti in Outlander nel ruolo di Lady Isobel Dunsany,/> anche nella serie thriller della BBC Rellik nel ruolo della 20enne Sally.
Nel 2018, Reynolds è stata la protagonista nel film Fanny Lye Deliver'd, in un cast che includeva anche Charles Dance e Maxine Peake, oltre a recitare nel ruolo di Teresa nella commedia Sky 1 Delicious accanto a un cast tra cui Iain Glen e Dawn French. Nel 2019, ha iniziato a recitare nel ruolo di Lily nella commedia drammatica di Netflix, Sex Education. La serie è stata pubblicata l'11 gennaio 2019, con grande successo.

## Filmografia

### Cinema
- The Jealous Boyfriend (2015)
- Fanny Lye Deliver'd (2018)[7]
- Second Skin (2019)
- Undergods (2019)
- For Love or Money, regia di Mark Murphy (2019)
- Emma., regia di Autumn de Wilde (2020)
- Il Magico Mondo Di Harold (Harold and the Purple Crayon), regia di Carlos Saldanha (2024)
- Timestalker, regia di Alice Lowe (2024)

### Televisione
- Rellik – serie TV, 3 episodi (2017)[6]
- Outlander– serie TV, 1 episodio (2017)
- Delitti in Paradiso (Death in Paradise) – serie TV, episodio 7x01 (2018)
- The Bisexual – serie TV, 1 episodio (2018)
- Delicious – serie TV, 12 episodi (2016-2019)
- Maiorca Crime – serie TV, 1 episodio (2019)
- Sex Education – serie TV, 22 episodi (2019-2021)
- The Baby – miniserie TV, 4 puntate (2022)
- The Decameron – serie TV, 8 episodi (2024)

### Cortometraggi
- Civilised People (2014)
- Introducing Lucy (2014)
- Lily Meets Charlie (2019)
- Everbody Dies... Sometimes (2022)

## Doppiatrici italiane
Nelle versioni in italiano delle opere in cui ha recitato, Tanya Reynolds è stata doppiata da:
- Veronica Puccio in Sex Education, The Baby
- Valentina Favazza in Emma, The Decameron
- Perla Liberatori in Outlander
- Marta Gallone in Il magico mondo di Harold